# Champs-Élysées – Clemenceau (stanice metra v Paříži)

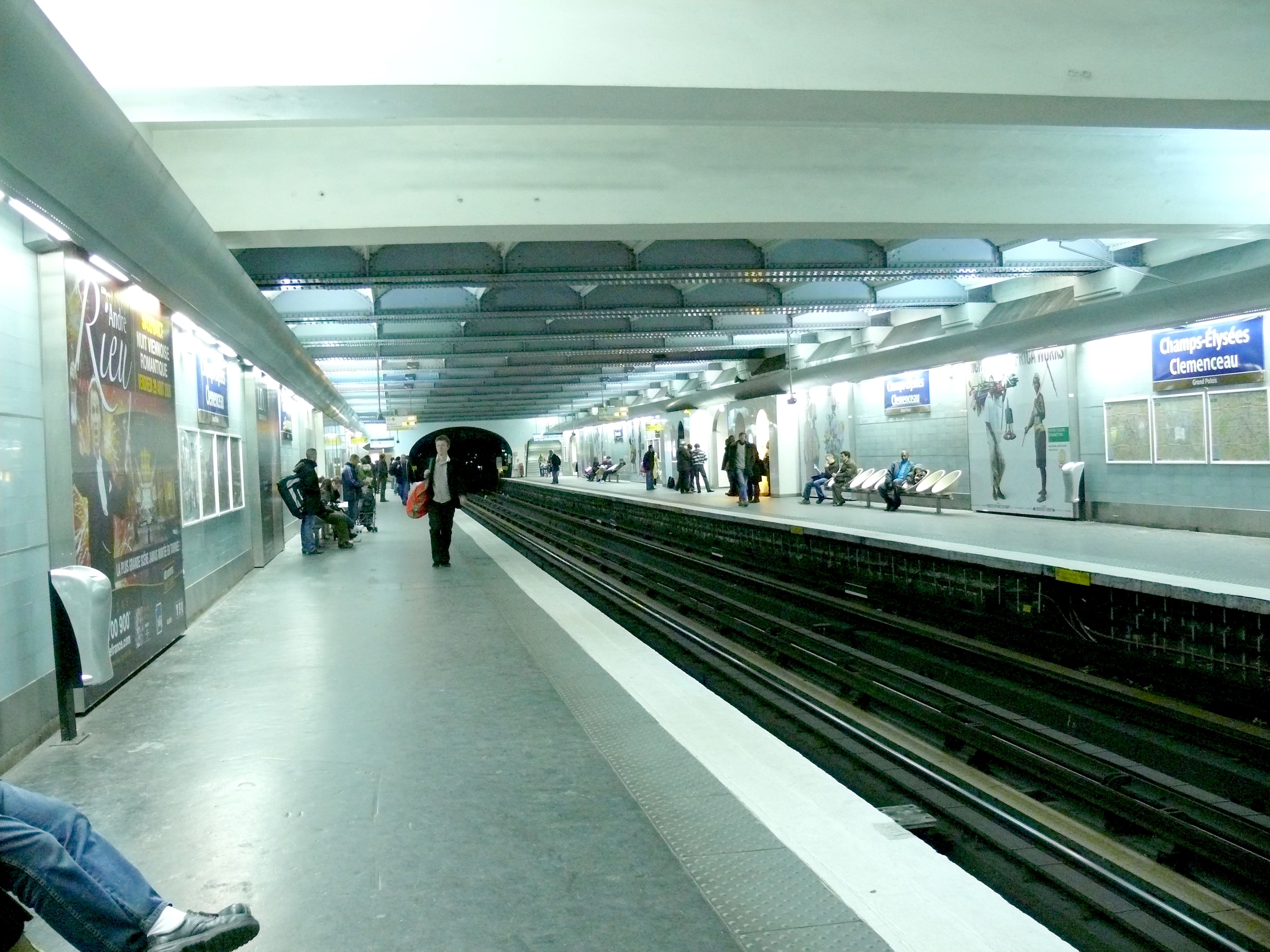
Nástupiště linky 1

Champs-Élysées – Clemenceau je přestupní stanice pařížského metra mezi linkami 1 a 13. Nachází se v 8. obvodu v Paříži pod Avenue des Champs-Élysées a náměstím Place Georges Clemenceau.

## Historie
Stanice byla otevřena 17. července 1900 jako součást vůbec prvního úseku linky metra v Paříži. Nástupiště linky 13 byla otevřena 18. února 1975, když sem byla rozšířena linka ze sousední stanice Miromesnil. 9. listopadu 1976 byl otevřen úsek od Champs-Élysées – Clemenceau do stanice Invalides, kde došlo k napojení na tehdejší linku 14. Ta tím byla sloučena s linkou 13 a zanikla.
V rámci modernizace a přechodu na automatizovaný provoz na lince 1 byla nástupiště na stanici upravena během víkendu 18. a 19. dubna 2009.

## Název
Původně se stanice jmenovala jen Champs-Élysées podle známé ulice. 20. května 1931 získala dnešní podobu, když byla připojena druhá část Clemenceau podle náměstí, které nese jméno francouzského premiéra Georgea Clemenceau.
Na informačních tabulích je oficiální název stanice doplněn ještě podnázvem psaným malým písmem: Grand Palais (Velký palác) podle významné stavby jižně od stanice.

## Vstupy
I přes svou velikost, má stanice pouze jeden přístup. Schodiště a eskalátor vedou na jihozápadní část náměstí Place Georges Clemenceau.

## Zajímavosti v okolí
- Avenue des Champs-Élysées
- Palais de l'Élysée
- Grand Palais
- Petit Palais
- Poblíž Place Georges Clemenceau byly postaveny sochy politiků, kteří hráli významnou roli v první světové válce (ministerský předseda Georges Clemenceau) a druhé světové válce (generál Charles de Gaulle a britský premiér Winston Churchill).